# Megaderma lyra
Il falso pipistrello vampiro maggiore (Megaderma lyra  E.Geoffroy, 1810) è un pipistrello della famiglia dei Megadermatidi diffuso nell'Asia centrale fino alla Cina.

## Descrizione

### Dimensioni
Pipistrello di medie dimensioni, con la lunghezza della testa e del corpo tra 70 e 95 mm, la lunghezza dell'avambraccio tra 56 e 72 mm, la lunghezza del piede tra 14 e 20 mm, la lunghezza delle orecchie tra 31 e 45 mm e un peso fino a 60 g.

### Aspetto
La pelliccia è lunga ed eretta. Il colore delle parti dorsali è bruno-grigiastro, mentre le parti ventrali sono grigio-biancastre. Il muso è lungo, cilindrico e con la mandibola che si estende oltre la mascella. La foglia nasale, lunga circa 10 mm, è formata da una porzione anteriore rotonda e con i margini liberi, una porzione posteriore troncata all'estremità, con i bordi quasi paralleli e con un rilievo che la attraversa longitudinalmente. Sul labbro inferiore è presente un solco profondo al centro di una depressione triangolare. Le orecchie sono grandi, ovali, unite anteriormente lungo il margine interno per circa metà della loro lunghezza. Il trago è grande, bifido ed appuntito. Le ali sono grandi, larghe, uniformemente grigio-brunastre scure ed attaccate posteriormente alla base delle prime due dita dei piedi. La coda è ridotta ad un tubercolo parzialmente nascosto alla base dell'ampio uropatagio, mentre il calcar è corto e delicato.

### Ecolocazione
Emette ultrasuoni sotto forma di impulsi multi-armonici di breve durata a frequenza quasi costante fino a 106 kHz.

## Biologia

### Comportamento
Si rifugia in colonie spesso numerosissime fino a 2.000 individui all'interno di grotte, buche nel terreno, edifici, templi e cavità degli alberi. I maschi talvolta vivono solitariamente tra il denso fogliame o sotto le fronde delle palme. L'attività predatoria inizia un'ora dopo il tramonto.

### Alimentazione
Si nutre di insetti, ragni, altri pipistrelli, roditori, uccelli, rane e pesci. Cattura le sue prede volando silenziosamente a circa un metro dal suolo, tra gli alberi e il sottobosco.

### Riproduzione
Le femmine danno alla luce 1-2 piccoli tra aprile e giugno, dopo una gestazione di 150-160 giorni. L'allattamento dura 2-3 mesi. I maschi raggiungono la maturità sessuale dopo 5 mesi, mentre le femmine dopo 19 mesi. Gli accoppiamenti avvengono solitamente tra novembre e gennaio. Le femmine si aggregano nei periodi prima del parto, altrimenti vivono insieme all'altro sesso.

## Distribuzione e habitat
Questa specie è diffusa dall'Afghanistan orientale al Subcontinente indiano, Cina centrale e meridionale e Indocina.
Vive in diversi ambienti, dalle zone aride alle foreste calde e umide fino a 1.000 metri di altitudine e lungo le zone costiere.

## Tassonomia
Sono state riconosciute 2 sottospecie:
- M.l.lyra: Afghanistan occidentale, province pakistane del Baluchistan, Sindh e del Punjab; India, Nepal, Bhutan, Sri Lanka e Bangladesh;
- M.l.sinensis (Andersen & Wroughton, 1907): Province cinesi dello Xizang orientale, Fujian, Sichuan, Guangdong, Yunnan, Guizhou, Guangxi, Hunan, isola di Hainan; Myanmar, Thailandia, Laos, Vietnam, Cambogia, Penisola Malese.

## Conservazione
La IUCN Red List, considerato il vasto areale, la popolazione numerosa, la presenza in diverse aree protette e la tolleranza alle modifiche ambientali, classifica M.lyra come specie a rischio minimo (Least Concern)).